# Хазал Субашъ
Хазал Субаши е турска актриса и модел.

## Биография
Родена е в Измир на 2 май 1995 г. След като получава диплома по връзки с обществеността и реклама от Измирския икономически университет, Субашъ се състезава в Мис Турция 2015 и печели третото място. 

## Филмография
| Година      | Заглавие         | Роля                    | Бележки           |
| ----------- | ---------------- | ----------------------- | ----------------- |
| 2016 – 2018 | Назови ме по име | Зехра Кая Керванджъоглу | Водеща роля       |
| 2018 г.     | Бир Йетер        | Елиф Йозкан Карабей     | Водеща роля       |
| 2019 г.     | Халка            | Бахар Беркес            | Водеща роля       |
| 2019 – 2021 | Ямата            | Нехир Бурсали           | Спомагателна роля |
| 2022 – 2023 | Градски лекар    | Лейла Ерпек             | Водеща роля       |
| 2022        | Гореща глава     | Суле                    | Водеща роля       |

## Награди
| Година  | Награда                            | Категория                     |
| ------- | ---------------------------------- | ----------------------------- |
| 2015 г. | Мис Турция                         | Трето място                   |
| 2018 г. | Кипърски медийни награди „Хавадис“ | Най-добра актриса на годината |